# Дом Номикоса (Таганрог)
Дом Номикоса — объект культурного наследия регионального значения второй половины XIX века в городе Таганроге Ростовской области. Расположен по адресу улица Греческая, 53. Относится к памятникам истории и культуры.

## История
Дом по улице Греческой, 53 в городе Таганроге появился в третьей четверти XIX века. Он был построен для семьи временного купца II гильдии Николая Михайловича Ломбако. У него и у его жены Павлины Васильевны было несколько детей. Известно о рождении первого ребенка — сына Василия — 31 января 1867 года, спустя пару лет появилась дочь Мария.
В 1866—1867 году дом по улице Греческой, 53 был продан и перешел в собственность Каломиры Васильевны — жены Антона Дмитриевича Номикос. В документах первой половины XIX века сохранилась информация, которая, возможно, касается Антона Дмитриевича: есть запись о рождении 1 августа 1831 года и о крещении 16 августа того же года мальчика Антония — сына Андрея Григорьевича Номико и Ефимии Ларионовны. Кто архитектор?
Семья же самого Антона и Каломиры Номикос была многодетной: известно о рождении детей, которые получили имена Василия, Калиопы, Екатерины, Михаила, Евангелии и Александра. Старший сын Василий был рожден в 1884 году, Александр и Евангели были близнецами. Каломира Номикос серьезно занималась перестройкой приобретенного дома и добилась в этом результатов. Ее муж вел в городе активную деятельность — основал макаронную фабрику, а затем и вальцевую мельницу — ее он построил в 1882 году. Продукция, которая изготовлялась на его предприятиях, признавалась той, которая обладает высшим качеством и была удостоена нескольких наград. О самом собственнике известны интересные подробности: он обладал веселым нравом и был метким стрелком, основал третий в городе кинозал «Иллюзион», который, правда, просуществовал совсем немного.
Умер Антон Номикос 12 марта 1894 года. С 1912 года частично его дом был занят часть агентурно-комиссионной конторой таганрожца по фамилии Панагиото. В 1920 году здание занимала профессиональная медицинская школа, в разное время называемая медицинским техникумом, медицинским училищем и фельдшерско-акушерской школой.
Дом купца Номикос до 1925 года принадлежал его потомкам. В 1941 году здесь был открыт публичный дом. С 1992 года дом здание относится к списку объектов культурного наследия регионального значения, в доме размещается «Спецпроекттрест».

## Описание
Угловой двухэтажный дом, который был построенный в кирпичном стиле. В начале XX века появилось дополнительное архитектурное оформление в виде балкона и башенки. Украшением фасада стали замковые камни, сандрики и кирпичные наличники. Окна на втором этаже созданы в полуциркулярной форме и обрамлены трехчетвертными кирпичными колоннами. Фигурные и полуциркулярные фронтоны располагаются над карнизом с сухариками.